# Hyperdimension Neptunia U: Action Unleashed
Hyperdimension Neptunia U: Action Unleashed est un jeu vidéo de type action-RPG et hack 'n' slash développé par Compile Heart et édité par Idea Factory, sorti en 2014 sur Windows et PlayStation Vita.